# Ниша (форма рельефа)
Ни́ша — углубление на склоне или у подножия возвышенности. По происхождению выделяют следующие виды ниш:
Волноприбойная ниша (или абразионная), образованная разрушительным действием волн у подножия абразионного уступа. В результате абразии берега образуется подмытый или крутой береговой обрыв, называемый абразионным уступом. При углублении ниши нависающий над ней карниз почвы или горной породы в конце концов обрушивается, и образуется отвесная стенка абразионного уступа — клиф. Интенсивность абразии зависит от крутизны берегового откоса. К его подножию примыкает плоская выровненная и полого наклонённая площадка, или абразионная терраса. Её участок, покрываемый мелкой водой или волнами, называется пляжем (иногда пляжем именуют и всю абразионную террасу).
Ниша нивации — возникает в результате морозного выветривания горной породы вблизи снеговых пятен;
Эрозионные ниши — образуются в результате процессов денудации, в том числе:
- карстовые ниши — образовавшиеся в результате карстовых процессов (растворения горных пород водой);
- эоловые ниши (или навесы, бальмы, ниши выдувания) — дефляционные, возникающие в результате выдувания ветром или корразии горной породы ветро-песчаным потоком;
- абляционные ниши — углубления во льду в результате неравномерного таяния поверхности ледника;
- лавовые ниши — на месте скопления и прорыва газов в момент застывания лавы.